# 馬巒山
馬巒山是中國深圳市東部的山區和郊野公園，位於鹽田區和坪山區之間。西接鹽田區三洲田水庫，東至葵涌。諸峰高300～590米不等。山中有深圳市最高的瀑布龍潭瀑布，也有6個300年歷史的明清客家村落。

## 交通
- 深圳地鐵3號線永湖站、14號線錦龍站。